# Michael Howard, 21. Earl of Suffolk

Wappen des Michael Howard, 21. Earl of Suffolk

Michael John James George Robert Howard, 21. Earl of Suffolk (* 27. März 1935; † 5. August 2022) war ein britischer Peer und Politiker.

## Leben
Er war der älteste von drei Söhnen des Charles Howard, 20. Earl of Suffolk (1906–1941), aus dessen Ehe mit Mimi Forde-Pigott († 1966). Als Heir apparent seines Vaters führte er zu dessen Lebzeiten den Höflichkeitstitel Viscount Andover.
Er war noch minderjährig, als sein Vater am 12. Mai 1941 beim Versuch, eine Bombe zu entschärfen, tödlich verletzt wurde und starb, wodurch er dessen Adelstitel als 21. Earl of Suffolk, 14. Earl of Berkshire, 14. Viscount Andover und 14. Baron Howard of Charlton erbte. Mit den Titeln war ein erblicher Sitz im House of Lords verbunden, den er nach Erreichen der Volljährigkeit 1956 auf Seiten der Conservative Party einnahm und den er schließlich beim Inkrafttreten des House of Lords Act 1999 verlor.
Er wurde am Winchester College sowie am Institut Le Rosey in Rolle, Schweiz, ausgebildet. Er diente zeitweise in der Royal Naval Volunteer Reserve und erreichte dort den Rang eines Sub-Lieutenant.

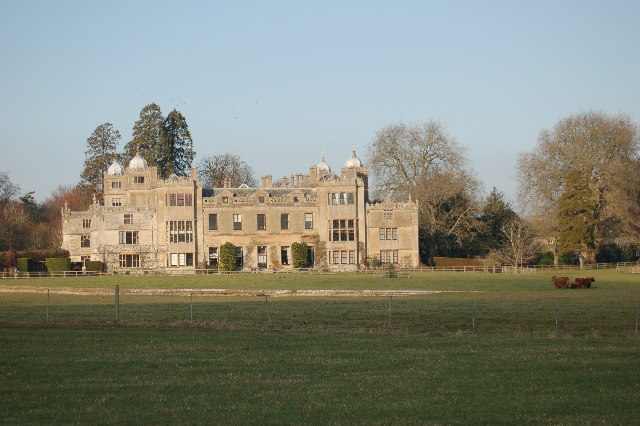
Charlton Park

Er lebte auf dem Familiensitz Charlton Park bei Malmesbury, Wiltshire.
Als er 2022 starb, erbte sein einziger Sohn Alexander seine Adelstitel.

## Ehen und Nachkommen
Michael Howard war dreimal verheiratet.
Am 1. Oktober 1960 heiratete er Simone Litman. Die Ehe wurde 1967 geschieden. Mit ihr hatte er eine Tochter: 
- Lady Lucinda Howard (1961–1962).

Am 22. September 1973 heiratete er Anita Fugelsang. Die Ehe wurde 1980 geschieden, sie heiratete in zweiter Ehe Charles Stanhope, 12. Earl of Harrington. Mit ihr hat er zwei Kinder: 
- Alexander Charles Michael Winston Robsahm Howard, 22. Earl of Suffolk (* 1974), ⚭ Victoria Hamilton;
- Lady Katherine Emma Frances Robsahm Howard (* 1976).

Am 15. Dezember 1983 heiratete er Linda Jacqueline Paravicini (* 1950), geschiedene Exgattin des Alexander Hood, 4. Viscount Bridport, mit der er zwei Kinder hatte:
- Lady Philippa Mimi Jacqueline Henrietta Howard (* 1985), ⚭ Archie Lord;
- Lady Natasha Rose Catherine Linda Howard (* 1987), ⚭ Charles William Henry Quick.

## Trivia
Michael Howard war die Inspiration für die Romanfigur Rupert Campbell-Black, die in den Rutshire Cronicles der Autorin Jilly Cooper vorkommt.